# Никончук Микола Васильович
Микола Васильович Никончук (5 червня 1937 — 3 квітня 2001) — український мовознавець, дослідник у галузі діалектології та лінгвістичної географії, доктор філологічних наук, професор, завідувач кафедри української мови Житомирського державного університету імені Івана Франка (1973–2001).

## Біографічні дані
Народився в с. Листвині Овруцького району Житомирської області. Після закінчення Листвинської середньої школи в 1954 р. вступив до Житомирського державного педагогічного інституту імені Івана Франка за фахом українська мова і література та німецька мова, який закінчив у 1959 р. Потім служив в армії та працював учителем у школах с. Станишівка Житомирського району та м. Овруч Житомирської області.
У 1963 р. розпочав науково-педагогічну діяльність на кафедрі української мови Житомирського державного педагогічного інституту імені Івана Франка на посаді асистента, а з 1969 р. — старшого викладача. Кандидат філологічних наук (з 1970). Доцент кафедри української мови (з 1972). Доктор філологічних наук (з 1982) та професор (з 1984).
Завідувач кафедри української мови (1973–2001). Керівник аспірантури при кафедрі української мови (1994–2001). Науковий керівник дисертаційних досліджень семи аспірантів та здобувачів. Засновник та перший директор Північноукраїнського діалектологічного центру при кафедрі української мови ЖДУ імені Івана Франка (23 лютого 2001 — 3 квітня 2001).
Відмінник народної освіти (1985). Заслужений працівник народної освіти (1991).

## Наукова діяльність
В українському мовознавстві професор М. В. Никончук посідає особливе місце, оскільки значна частина лексичних і семантичних свідчень поліських говірок з працями вченого була вперше введена в науковий обіг, що суттєво змінило джерельну базу української і слов'янської діалектної лексикології та семасіології. До української діалектології долучився в середині 60-х років ХХ ст. на хвилі активного збирання діалектних матеріалів для Атласу української мови, зумовленого усвідомленням у мовознавчих колах значення діалектних свідчень для вивчення історії української мови та ролі живого мовного джерела для її збагачення і вдосконалення. Тоді ж особливу увагу деяких мовознавців привернуло Полісся як один зі слов'янських архаїчних діалектних ареалів. Усвідомлення значення поліського діалектного матеріалу для слов'янського глото- та етногенезу спонукало М. В. Никончука до вивчення поліських говірок, що передбачало насамперед експедиційне збирання діалектних матеріалів.
На матеріалі, зібраному в перших експедиціях (реєстр лексем трьох обстежених поліських говірок становить 4640 номінативних одиниць), було захищено дисертацію на здобуття наукового ступеня кандидата філологічних наук (1970) під керівництвом М. І. Толстого, якому належить особлива роль у становленні М.В Никончука як діалектолога. Знайомство відбулося в поліських діалектологічних експедиціях у 1963 р. Відтоді наукова співпраця та особиста дружба між ними тривала впродовж багатьох років. Від М. І. Толстого вчений перейняв ідею комплексного мовно-культурного дослідження Полісся, що згодом утвердилося як новий напрям мовознавства — етнолінгвістика. Такий підхід став основою досліджень самого М. В. Никончука і був продовжений у працях його учнів та послідовників.
Подальша експедиційна робота вченого була зорієнтована на створення регіонального лексичного атласу середньополіського діалекту. За питальником майже з 1500 питань було зібрано матеріал у 465-ти населених пунктах середньополіського та суміжних говорів, який за обсягом став другим в Україні після корпусу закарпатської діалектної лексики професора Й. О. Дзендзелівського. Завершена й підготовлена до друку робота нараховувала близько 2500 карт, частина з яких (781) була предметом опису в дисертаційному дослідженні на здобуття наукового ступеня доктора філологічних наук (1981). Загалом атлас став основою для вивчення внутрішньої диференціації середньополіського говору. Однак за браком можливостей більшість підготовлених матеріалів було надруковано у форматі збірників локалізованої діалектної лексики. Сам атлас вийшов з друку пізніше (1994). І хоча через труднощі видання до нього увійшло лише 200 карт, його оприлюднення було значною подією в українському мовознавстві, етапом у розвитку української лінгвістичної географії та ареалогії. Усього в науковому доробку М. В. Никончука понад 80 наукових праць, серед яких — згаданий лексичний атлас та збірники діалектних матеріалів, методичні посібники, наукові та енциклопедичні статті, огляди, рецензії та ін..
Наукова робота М. В. Никончука не була обмежена його індивідуальними студіями. До фіксації діалектного мовлення всього українського діалектного простору та його картографування він намагався залучити якомога більше вчених. З метою координування роботи спільно з відділом діалектології Інституту української мови НАН України було організовано декілька міжнародних конференцій (1983, 1989, 1990). А для мовно-культурного дослідження Полісся вчений зібрав науковий колектив аспірантів та здобувачів, які працювали над створенням регіональних тематичних атласів та поліського діалектного словника. Фактично з 80-х років ХХ ст. при кафедрі української мови формувалася нова діалектологічна школа комплексного дослідження Полісся на засадах, які започаткував професор М. В. Никончук.
Чорнобильська катастрофа, що зруйнувала цілісний архаїчний діалектний ареал, стала для вченого новим поштовхом до праці задля збереження безцінної мовно-культурної спадщини, яка опинилася перед загрозою зникнення. Він перейнявся ідеєю надання своїй школі офіційного статусу — Незалежного інституту екології Полісся — з розширенням сфери досліджень. Однак ініціатива не знайшла розуміння й підтримки. Єдиним реалізованим у цьому напрямку результатом зусиль професора М. В. Никончука було створення Північноукраїнського діалектологічного центру при кафедрі української мови ЖДУ імені Івана Франка. Але заповітна мрія останнього десятиліття життя вченого здійснилася тоді, коли він уже був смертельно хворий, а трохи більше, ніж через місяць, пішов із життя.
Для професора М. В. Никончука слово було не лише об'єктом наукових студій, а й художнього осмислення та самовираження. Його творчий доробок включає три підбірки художньо опрацьованого поліського лексичного та фольклорного матеріалу («Веселе весілля. Збірник весільних анекдотів», «Веселе мовознавство. Українська мова в жартах і анекдотах», «Шиндрики да миндрики. Книга поліського гумору») та шість збірок поезій. Остання поетична збірка «Голгофа» — це справжня лебедина пісня вченого і поета, книга-передчуття, книга-реквієм.

## Вшанування пам'яті
- На вшанування пам'яті професора М. В. Никончука у 2004 р. на базі кафедри української мови ЖДУ імені Івана Франка проведено Веукраїнський діалектологічний семінар, рішенням якого 31 вересня 2004 р. Північноукраїнському діалектологічному центру надано ім'я Професора М. В. Никончука.
- До сімдесятиріччя від дня народження вченого в 2007 р. опубліковано збірник наукових праць «Поліські зворини», у якому взяли участь учні М. В. Никончука та провідні вітчизняні й зарубіжні мовознавці[13].
- 5 червня 2007 року з ініціативи учнів М. В. Никончука та їхніми зусиллями на фасаді корпусу філологічного факультету ЖДУ імені Івана Франка відкрито пам'ятний знак з рельєфним портретом ученого роботи заслуженого художника України В. Фещенка.

І назавжди, вічним пам'ятником ученому залишається слово — зафіксовані в його працях мовні факти, співвіднесені з реальним часом та конкретним географічним простором, які становлять цінний і надійний матеріал для опису й теоретичних узагальнень щодо еволюції мови в часі та поширення її в просторі.

## Продовження справи
Комплексне мовно-культурне дослідження Полісся продовжують учні професора та його послідовники — учні його учнів, які розширили проблематику наукових студій.
- При кафедрі української мови ЖДУ імені Івана Франка працює Північноукраїнський діалектологічний центр імені професора М. В. Никончука[15], який очолює його учень — професор В. Мойсієнко, а колектив науковців здійснює синхронічне та діахронічне вивчення поліських говорів.
- У структурі Інституту філології та журналістики ЖДУ імені Івана Франка у 2005 р. створено Центр етнолінгвістичних досліджень[16], робота якого зосереджена на укладанні тематичних етнолінгвістичних атласів Середнього Полісся та його етнолінгвістичному вивченні, а також функціонує школа-семінар «Актуальні проблеми етнолінгвістики» на допомогу дослідникам у цій галузі.
- Для оприлюднення результатів роботи засновано періодичні збірники наукових праць «Волинь-Житомирщина. Історико-філологічний збірник з регіональних проблем» та «Етнолінгвістичні студії».
- Інші учні М. В. Никончука відомі своїми індивідуальними науковими студіями, зокрема доцент ЖДУ імені Івана Франка П. Романюк як автор атласу та опису номінації поліського весільного обряду і доцент Глухівського національного педагогічного університету імені Олександра Довженка В. Куриленко як автор атласу поліської лексики тваринництва[17] та інших праць.

## Основні праці

### Окремі наукові видання
- М. В. Никончук. Матеріали до лексичного атласу української мови: Правобережне Полісся. — Київ, 1979. — 314 с.
- М. В. Никончук. Сільськогосподарська лексика Правобережного Полісся. — Київ, 1985. — 312 с.
- М. В. Никончук, О. М. Никончук. Ендемічна лексика Житомирщини. Методичні рекомендації для вчителів. — Житомир, 1989. — 272 с.
- М. В. Никончук, О. М. Никончук. Транспортна лексика Правобережного Полісся в системі східнослов'янських мов. — Київ, 1990. — 291 с.
- М. В. Никончук, О. М. Никончук. Будівельна лексика Правобережного Полісся в лексико-семантичній системі східнослов'янських мов. — Житомир, 1990. — 396 с.
- М. В. Никончук. Лексичний атлас Правобережного Полісся / Упорядник О. М. Никончук. — Київ, 1994. — 418 с. (200 карт)
- М. В. Никончук. Назви одягу та взуття Правобережного Полісся / О. М. Никончук, Г. М. Доброльожа, Г. І. Гримашевич. — Житомир, 1998. — 230 с.
- М. В. Никончук. Поліська лексика народної медицини та лікувальної магії / В. М. Мойсієнко, О. М. Никончук. — Житомир, 2001. — 147 с.

### Статті
- М. В. Никончук. Лексичний атлас Правобережного Полісся. Завдання і метод // XIV Республіканська діалектологічна нарада. — Київ, 1977. — С. 88-89
- М. В. Никончук. Членування правобережнополіського діалектного масиву за ендемічними даними лексики і семантики // Мовознавство. — 1981, № 4. — С. 50-55
- М. В. Никончук. Правобережнополесские говоры с лингвогеографической и исторической точек зрения // Полесский этнолингвистический сборник. Материалы и исследования. — Москва, 1983. — С. 153–173
- М. В. Никончук. Деякі терміни матеріальної культури в говірках правобережного Полісся / О. М. Никончук, Г. М. Орленко // Славянский и балканский фольклор. — Москва, 1996. — С. 223–229
- М. В. Никончук. Незалежний інститут екології Полісся як дослідницька установа Чорнобильської зони // Матеріали науково-практичної конференції з питань виявлення, збереження та охорони історико-культурної спадщини населення, що потерпіло від аварії на Чорнобильській АЕС (м. Рівне, 15-16 травня 1992 р.). — Львів, 1996. — С. 38-40
- М. В. Никончук. Північне наріччя // Українська мова. Енциклопедія. — Київ, 2004. — С. 482
- М. В. Никончук. Середньополіський говір // Українська мова. Енциклопедія. — Київ, 2004. — С. 581

### Літературно-художні видання
- М. Никончук. Веселе весілля. Збірник весільних анекдотів. — Житомир, 1991. — 208 с.
- М. В. Никончук, О. М. Никончук. Веселе мовознавство. Українська мова в жартах і анекдотах. — Житомир, 1999. — 243 с.
- М. Никончук. Шиндрики да миндрики. Книга поліського гумору. — Житомир, 2000. — 207 с.
- М. Никончук. Зворини. Поезії. — Житомир, 1992. — 95 с.
- М. Никончук. Незгаркамінь. Поезії. — Житомир, 1993. — 172 с.
- М. Никончук. Грезно. Книга поезій. — Житомир, 1996. — 208 с.
- М. Никончук. Її величність жінка. Книга поезій. — Житомир, 1999. — 271 с.
- М. Никончук. Тріумфальна арка. Поетична книга про видатних коханок світу. — Житомир, 2000. — 146 с.
- М. Никончук. Голгофа. Поема та вірші. — Житомир, 2000. — 170 с.